# Rubempré
Rubempré es una comuna francesa situada en el departamento de Somme, en la región de Alta Francia.

## Demografía
| 340 | 421 | 433 | 486 | 634 | 675 | 729 |
| Para los censos de 1962 a 1999 la población legal corresponde a la población sin duplicidades (Fuente: INSEE [Consultar]) |     |     |     |     |     |     |